# Ghiaccio nero (meteorologia)

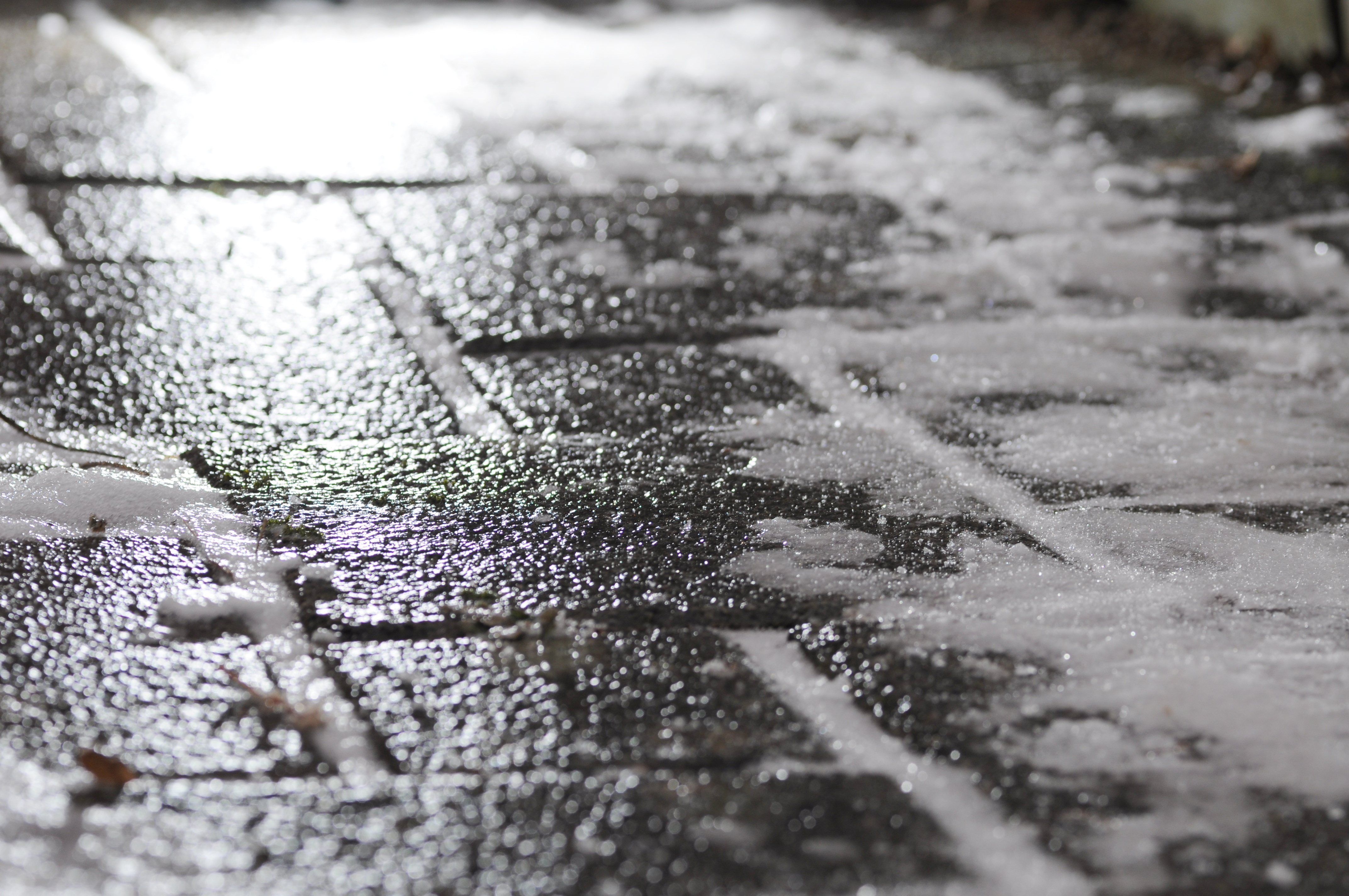
Ghiaccio nero su un marciapiede

Il ghiaccio nero è una formazione di ghiaccio omogeneo che ricopre le strade in seguito all'impatto sull'asfalto di pioggia sopraffusa o congelantesi. È chiamato anche vetrato.
Si tratta di uno strato sottile di ghiaccio semitrasparente, che, sull'asfalto, assume un tipico aspetto scuro lucido e dà l'impressione di una comune strada bagnata. In tal caso gli automobilisti possono non essere consapevoli del rischio, dato che il ghiaccio nero è scivolosissimo anche per camminarci sopra e guidare un'automobile è quasi impossibile, anche con normali pneumatici invernali, a meno di non avere gomme chiodate o catene rompighiaccio.